# Georges Le Veillé
Georges Théodule Pascal Le Veillé, dit Georges Le Veillé, né le 31 mars 1861 à Argentan (Orne) et mort le 13 juillet 1893 à Trouville (Calvados), est un homme politique boulangiste français.

## Biographie
Avocat à la Cour d'appel de Paris, il est député de la Haute-Vienne de 1889 à 1893, siégeant comme républicain socialiste.

## Sources
- « Georges Le Veillé », dans le Dictionnaire des parlementaires français (1889-1940), sous la direction de Jean Jolly, PUF, 1960 [détail de l’édition]